# روم قويوسي
روم قويوسي هي قرية في مقاطعة مرند، إيران. عدد سكان هذه القرية هو 33 في سنة 2006.